# Rijsterbos
Het Rijsterbos (Fries: Rysterbosk) is een bos bij Rijs in Gaasterland, in het zuidwesten van de Nederlandse provincie Friesland.
Het door It Fryske Gea beheerde loofbos is 172 hectare groot en ligt tussen het IJsselmeer en het dorp Rijs. Het bos is in de 17e eeuw aangelegd als hakhoutbos door een Amsterdamse regentenfamilie De Wildt. Zij bewoonden het door hen gebouwde Huize Rijs, in de volksmond ook wel slot genoemd. Ook de rond het slot aangelegde tuin, maakte deel uit van het Rijsterbos. Aan de zuidoostzijde van het bos ligt de Séfonsterpolder.
In het bos is een steenkist, de zogenaamde Steenkist van Rijs, gevonden van de trechterbekercultuur (de makers van de hunebedden).
Het Vredestempeltje werd oorspronkelijk in 1814 gebouwd als herinnering aan de periode van de Franse overheersing. In de Tweede Wereldoorlog werden in het najaar van 1944 door de Duitsers ruim 70 V2-raketten vanuit het Rijsterbos gelanceerd, met als doelwit Norwich (VK) en de haven van Antwerpen. Enkele van die lanceringen mislukten waardoor in het bos onder andere het vredestempeltje werd verwoest. In 1945 werd het tempeltje met gebruikmaking van het oude materiaal hersteld. In 1969 werd het gesloopt, maar in 1977 werd dit monument voor de vrede opnieuw gebouwd door een groep bewoners. Het gebouwtje draagt de tekst: "Vrede groot geschenk van God, Blijft bestendig Neerlands lot; Laat het dankbaar op u zien. Altijd twist en wraakzucht vlien"
In het Rijsterbos bevindt zich een zogenaamde Snippenflouw, een installatie om houtsnippen te vangen.

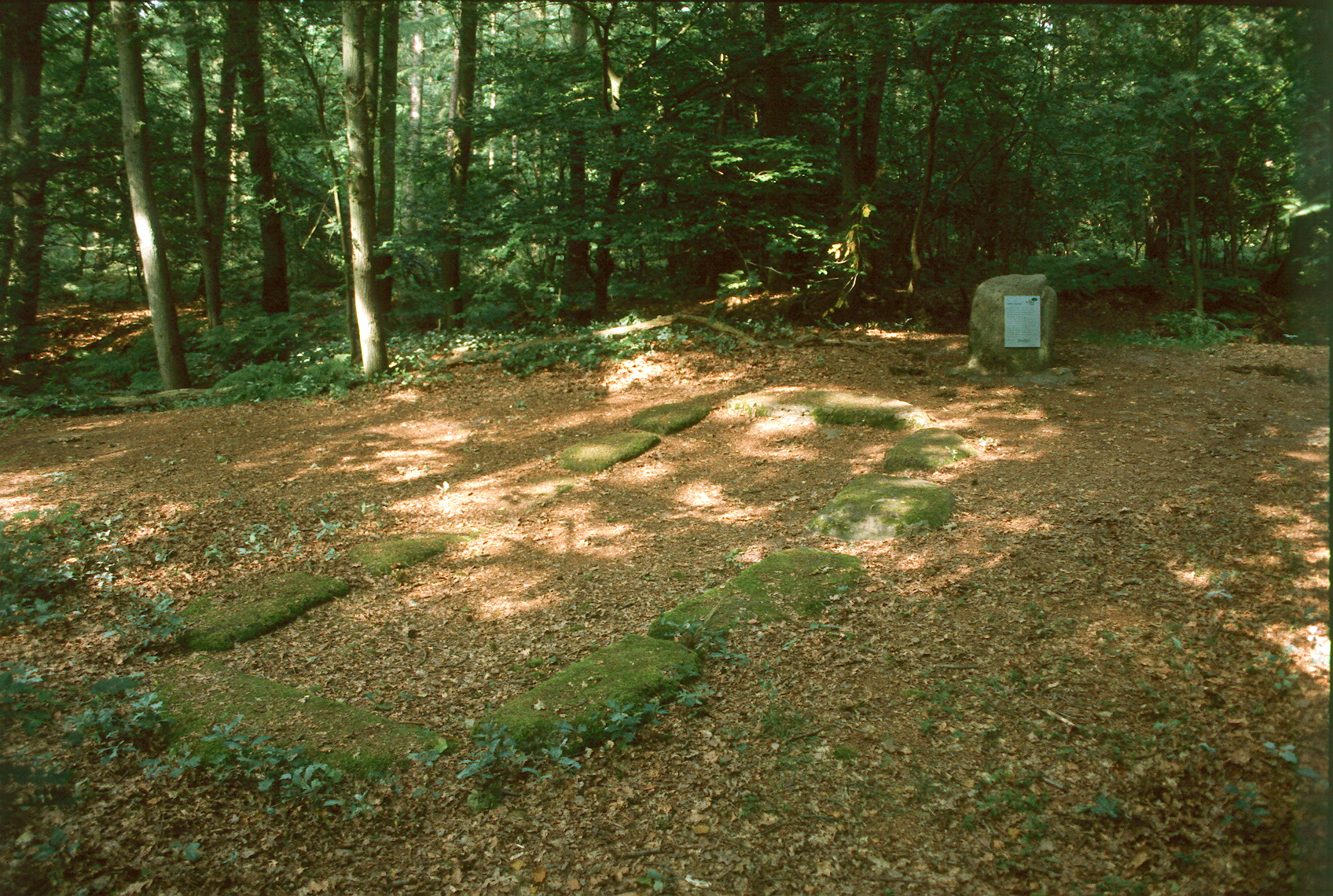
Steenkist van Rijs
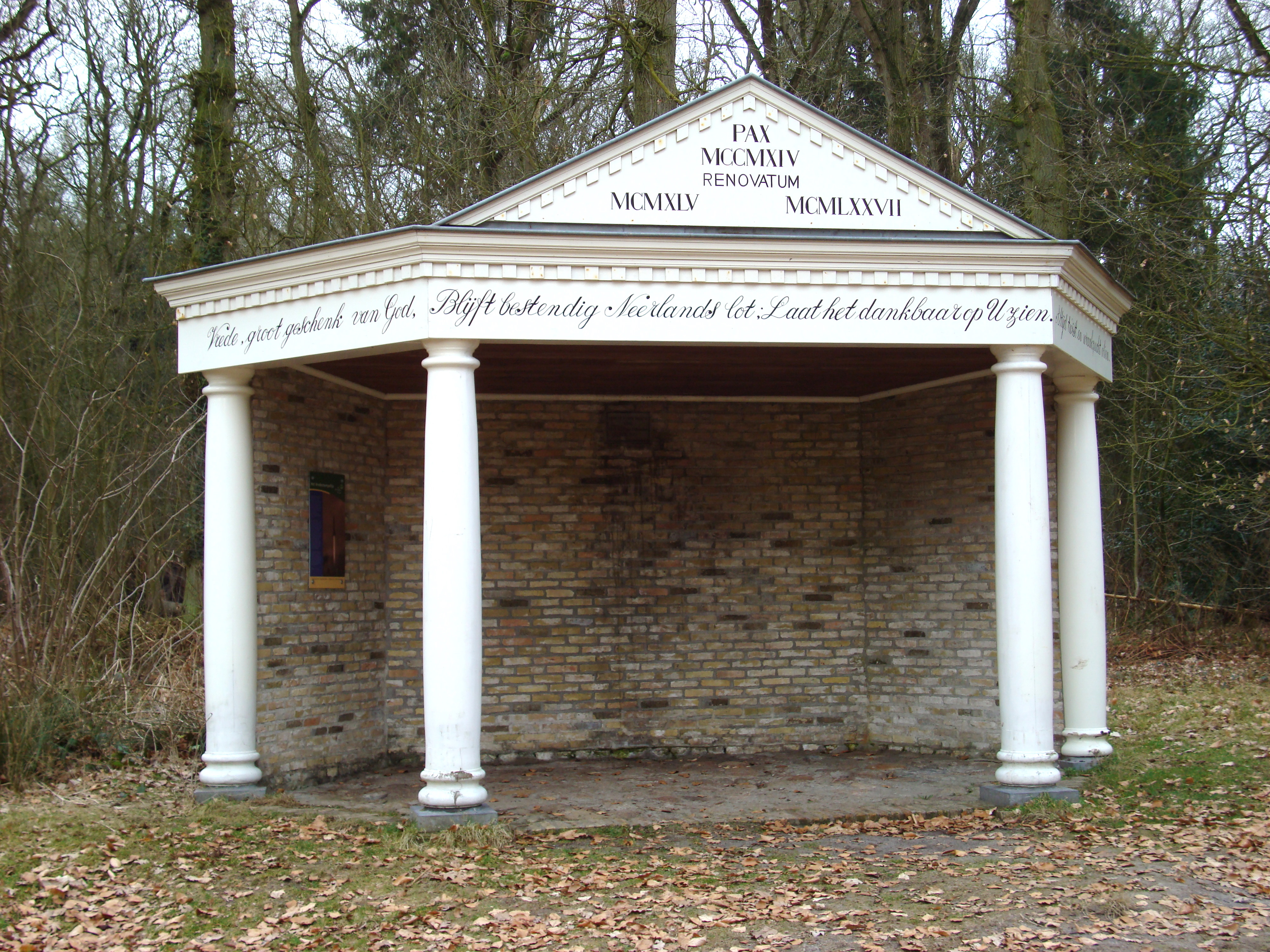
Vredestempeltje in het Rijsterbos
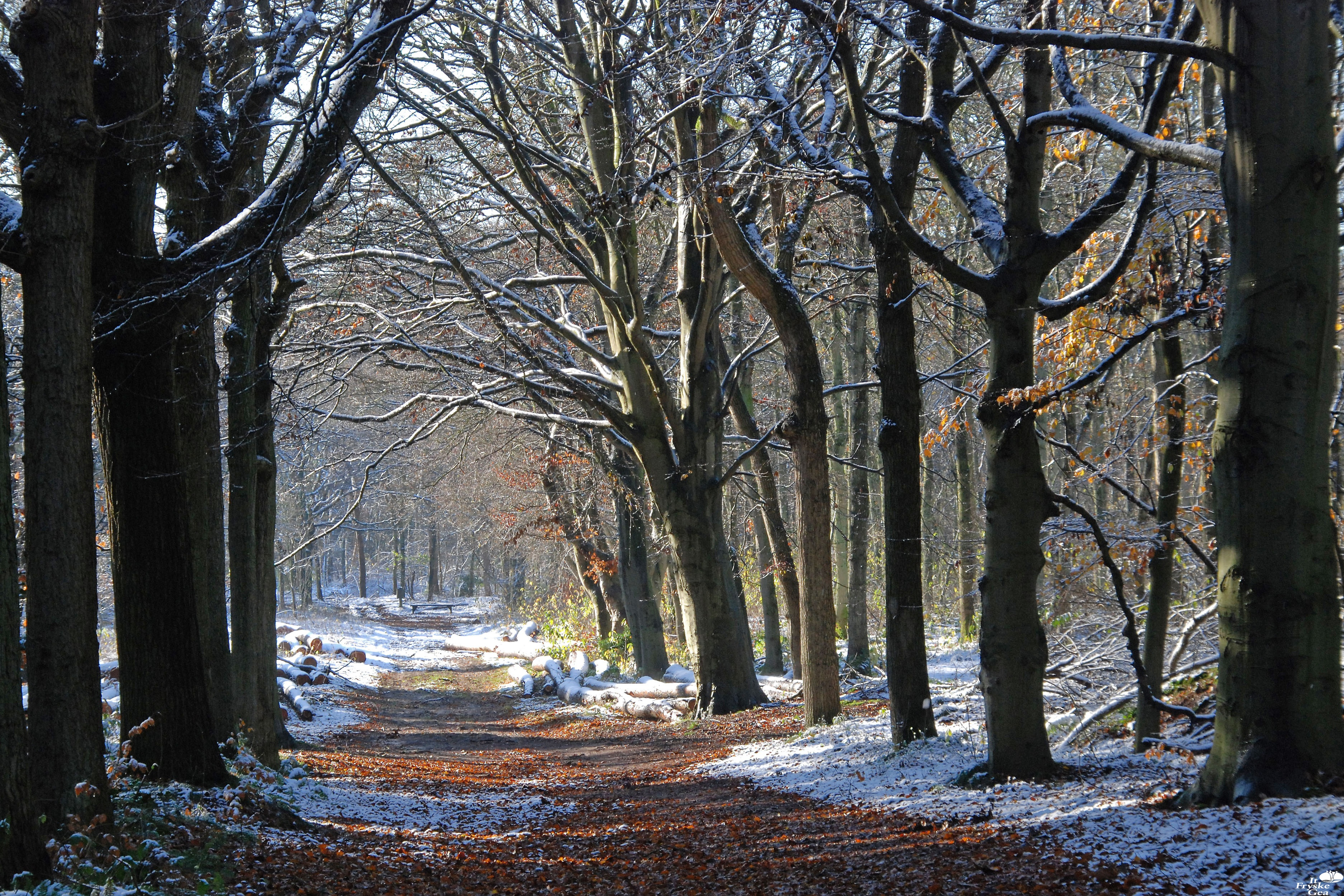
Rijsterbos in de winter
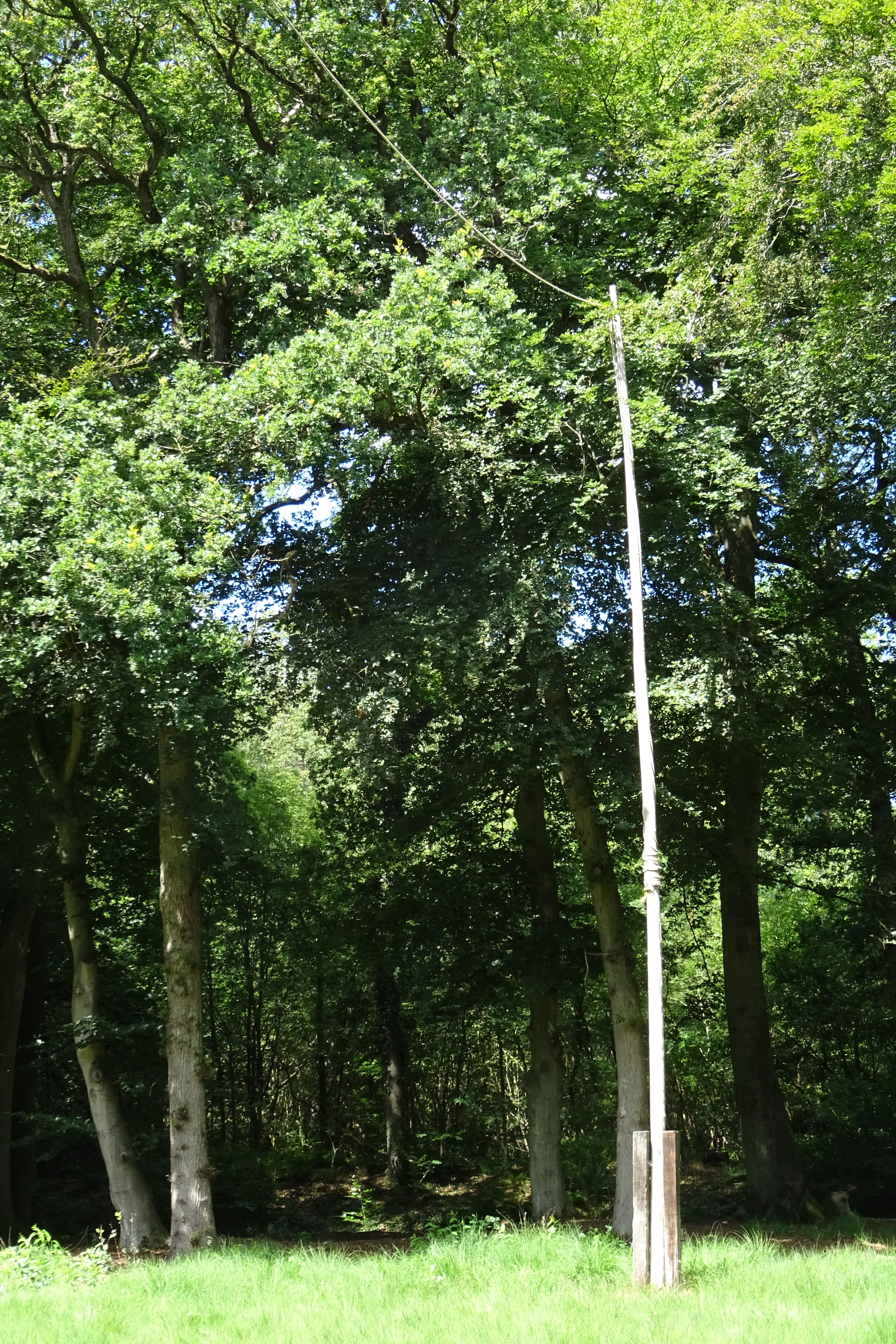
De Snippenflouw

Balksterbos · 
Bremer wildernis ·
Elfbergen ·
Harichsterbos ·
Jolderenbos ·
Lycklamabos ·
Nijemirdumerheide ·
Oudemirdumer Klif ·
Rietpollen ·
Roekebos ·
Rijsterbos ·
Séfonsterpolder ·
Sondelerleien ·
Starnumanbossen ·
Steile Bank ·
Wijckelerhop ·
Wijde Rijn ·
Wikelerbosk ·
Wyldemerk ·
Het Zwin
Aeltsjemar
· De Alde Feanen
· Bakkeveense Duinen
· Bancopolder
· Bekhofschaans
· Bjirmen
· Blauhúster Puollen
· Bocht fan Molkwar
· Botmar
· Bouwepet
· Buismans Einekoai
· Bûtenfjild
· Van Coehoornbosk
· Delleboersterheide
· Diakonieveen
· Dobbe Stienser Aldlân
· Dobben Hurdegarypsterwarren
· Dunegeaster- en Follegeasterpolder
· Dyksfearten
· Eanjumerkolken
· Easterskar
· Einekoai Piaam
· Einekoaien Lytse Geast
· De Fluezen
· Grikelân en Turkije
· Grutte Wielen
· Heide Hulstreed
· De Hon
· Huitebuersterbûtenpolder
· Joodse begraafplaats Tacozijl
· Joodse begraafplaats Noordwolde
· Kapellepôle
· Ketelermar
· Ketliker Skar
· Kobbelân
· Lendebos
· Lindevallei
· Liphústerheide
· Makkumersúdmar
· Makkumerwaarden
· Mandefjild
· Martenastate
· Meulebos
· Meulereed
· Mokkebank
· Mûntsebuorsterpolder
· Noard-Fryslân Bûtendyks
· 't Oerd
· Ottema Wiersma reservaat
· Park Huize Olterterp
· Park Jongemastate
· Peazemerlannen
· Petgatten De Feanhoop
· Polders Koarnwert
· Ringwiel
· Rysterbosk
· De Ryp
· Schaopedobbe
· Séfonsterpolder
· Sippen-finnen
· Skiedingsboskje
· Slachtedyk
· Steile Bank
· Stokersdobbe
· Sudermarpolder
· Syp Set
· Taconisbosk
· Tsjongerwâlen
· Teroelster Sipen
· Unlân fan Jelsma
· Van Asperen einekoaien
· Warkumermar
· Warkumerwaard
· 't West
· Wilhelmina-oard
· Ychtenerfeanpolder